# Declaración de Independencia de Vietnam
La Declaración de Independencia de la República Democrática de Vietnam (en vietnamita: Tuyên ngôn độc lập Việt Nam Dân chủ Cộng hòa) fue escrita por Hồ Chí Minh y anunciada en público en el jardín de flores de Ba Đình (actual Plaza Ba Dinh) en Hanói, Vietnam, el 2 de septiembre de 1945. Condujo a la fundación de la República Democrática de Vietnam, reemplazando al Imperio de Vietnam bajo la dinastía Nguyễn y el emperador Bảo Đại, quien abdicó el 25 de agosto.

## Historia
Vietnam, bajo la dinastía Nguyễn, se convirtió en un protectorado de Francia a fines del siglo XIX y más tarde se convirtió oficialmente en una colonia francesa, pero durante la Segunda Guerra Mundial, Japón ocupó el país a partir de 1940. Durante este período, Ho Chi Minh creó el Viet Minh en 1941 para coordinar la resistencia contra las autoridades coloniales francesas y las fuerzas de ocupación imperiales japonesas. Este grupo libró una guerra de guerrillas contra los japoneses y fue apoyado hasta cierto punto por los estadounidenses en 1945 a través de la Oficina de Servicios Estratégicos (OSS, por sus siglas en inglés).
El 22 de agosto de 1945, el agente de la OSS Archimedes Patti, que se había reunido con Ho Chi Minh en el sur de China, llegó a Hanói en una misión para liberar a los prisioneros de guerra aliados y estuvo acompañado por Jean Sainteny, un funcionario del gobierno francés. Las fuerzas japonesas se rindieron informalmente (la rendición oficial tuvo lugar el 2 de septiembre de 1945 en la bahía de Tokio), pero la única fuerza capaz de mantener la ley y el orden era el Ejército Imperial Japonés.
Las fuerzas japonesas permitieron que el Việt Minh y otros grupos nacionalistas se apoderaran de los edificios públicos y las armas sin resistencia, lo que dio inicio a la Revolución de agosto. En la mañana del 26 de agosto de 1945, en el n.º 48 de Hàng Ngang, Hanói, el presidente Hồ Chí Minh presidió una reunión del Partido Comunista de Vietnam, que él mismo había convocado. La reunión decidió por unanimidad prepararse para proclamar la independencia y organizar una gran reunión en Hanói para que el Gobierno Revolucionario Provisional se presentara al pueblo. Ese fue también el día en que Vietnam promulgó oficialmente el derecho a la libertad y estableció un sistema de república democrática.
El 30 de agosto de 1945, Hồ Chí Minh invitó a varias personas a contribuir con sus ideas para su Declaración de Independencia, incluidos varios oficiales de la OSS estadounidense. Los oficiales de la OSS se reunieron repetidamente con él y otros oficiales del Viet Minh a fines de agosto, y Patti dijo haber escuchado a Ho leerle un borrador de la declaración, que él creía que sonaba muy similar a la Declaración de Independencia de los Estados Unidos.
El 2 de septiembre de 1945, Ho Chí Minh leyó la Declaración durante un acto público frente a miles de personas en lo que ahora es la Plaza Ba Đình y anunció el nacimiento de la República Democrática de Vietnam y la independencia del país y su conversión en una república.

## Texto de la declaración
Compatriotas de toda la nación reunidos:

Todos los hombres son creados iguales, son dotados por su Creador de ciertos derechos inalienables, entre ellos la vida, la libertad y la búsqueda de la felicidad.
Esta inmortal declaración fue hecha en la Declaración de Independencia de los Estados Unidos de América en 1776. En un sentido más amplio, esto significa: Todos los pueblos de la Tierra son iguales desde su nacimiento, todos los pueblos tienen derecho a vivir, a ser felices y libres.
La Declaración de los Derechos del Hombre y del Ciudadano de la Revolución francesa hecha en 1791 también dice: Todos los hombres nacen libres y con iguales derechos, y deben permanecer siempre libres y con iguales derechos.
Estas son verdades innegables.
Sin embargo, durante más de ochenta años, los colonialistas franceses, en nombre de la libertad, la igualdad y la fraternidad, han violado nuestra patria y han oprimido a nuestros conciudadanos. Han actuado en contra de los ideales de humanidad y justicia.
En el terreno político, han privado a nuestro pueblo de toda libertad democrática.
Han impuesto leyes inhumanas; han establecido tres regímenes políticos distintos en el norte, centro y sur de Vietnam para destruir nuestra unidad nacional e impedir la unidad de nuestro pueblo.
Han construido más cárceles que escuelas. Han masacrado sin piedad a nuestros patriotas; han ahogado en baños de sangre nuestras revueltas.
Han encadenado a la opinión pública; han practicado el oscurantismo contra nuestro pueblo.
Para debilitar nuestra raza, nos han obligado a consumir opio y alcohol.
En el terreno económico, nos han desplumado hasta la médula, han empobrecido a nuestro pueblo y han devastado nuestra tierra.
Nos han robado nuestros arrozales, nuestras minas, nuestros bosques y nuestras materias primas. Han monopolizado la emisión de billetes de banco y el comercio externo.
Han inventado numerosos impuestos injustificables y han reducido a nuestro pueblo, especialmente a nuestro campesinado, a un estado de extrema pobreza.
Han impedido el progreso de nuestra burguesía nacional y han explotado sin piedad a nuestros obreros.
En el otoño de 1940, cuando los fascistas japoneses violaron el territorio de Indochina para establecer nuevas bases en su lucha contra los aliados, los imperialistas franceses se pusieron de rodillas y les entregaron nuestro país. Así, a partir de esa fecha, nuestro pueblo quedó sometido al doble yugo de los franceses y los japoneses. Sus sufrimientos y miserias aumentaron. El resultado fue que, desde fines del año pasado hasta principios de este año, desde la provincia de Quang Trị hasta el norte de Vietnam, más de dos millones de nuestros conciudadanos murieron de hambre.
El 9 de marzo [de 1945], las tropas francesas fueron desarmadas por los japoneses. Los colonialistas franceses huyeron o se rindieron, demostrando que no sólo eran incapaces de "protegernos", sino que, en el lapso de cinco años, habían vendido dos veces nuestro país a los japoneses.
En varias ocasiones, antes del 9 de marzo, la Liga del Viet Minh había instado a los franceses a aliarse con ella contra los japoneses. En lugar de aceptar esta propuesta, los colonialistas franceses intensificaron tanto sus actividades terroristas contra los miembros del Viet Minh que, antes de huir, masacraron a un gran número de nuestros prisioneros políticos detenidos en Yên Bái y Cao Bằng.
A pesar de todo esto, nuestros conciudadanos siempre han mostrado hacia los franceses una actitud tolerante y humana. Incluso después del golpe de Estado japonés de marzo de 1945, la Liga del Viet Minh ayudó a muchos franceses a cruzar la frontera, rescató a algunos de ellos de las cárceles japonesas y protegió las vidas y las propiedades francesas.
A partir del otoño de 1940, nuestro país dejó de ser una colonia francesa y se convirtió en una posesión japonesa. Después de que los japoneses se rindieran a los aliados, todo nuestro pueblo se levantó para recuperar nuestra soberanía nacional y fundar la República Democrática de Vietnam.
La verdad es que hemos arrebatado nuestra independencia a los japoneses y no a los franceses.
Los franceses huyeron, los japoneses capitularon, el emperador Bao Dai abdicó. Nuestro pueblo rompió las cadenas que lo habían encadenado durante casi un siglo y obtuvo la independencia de la patria. Al mismo tiempo, nuestro pueblo derrocó el régimen monárquico absoluto que reinó durante siglos. En su lugar se ha establecido la actual República Democrática.
Por estas razones, nosotros, los miembros del Gobierno Provisional, en representación de todo el pueblo vietnamita, declaramos que, de ahora en adelante, rompemos todas las relaciones de carácter colonial con Francia; derogamos todas las obligaciones internacionales que Francia ha suscrito hasta ahora en nombre de Vietnam y abolimos todos los derechos especiales que los franceses han adquirido ilegalmente en nuestra patria.
Todo el pueblo vietnamita, animado por un propósito común, está decidido a luchar hasta el final contra cualquier intento de los colonialistas franceses de reconquistar el país.
Estamos convencidos de que las naciones aliadas, que en Teherán y San Francisco han reconocido los principios de la autodeterminación y la igualdad de las naciones, no se negarán a reconocer la independencia de Vietnam.
Un pueblo que se ha opuesto valientemente a la dominación francesa durante más de ochenta años, un pueblo que ha luchado codo a codo con los aliados contra los fascistas durante estos últimos años, ¡ese pueblo debe ser libre e independiente!
Por estas razones, nosotros, los miembros del Gobierno Provisional de la República Democrática de Vietnam, declaramos solemnemente al mundo que:
Vietnam tiene derecho a ser un país libre e independiente, y de hecho ya lo es. Por ello, todo el pueblo vietnamita está decidido a movilizar todas sus fuerzas físicas y mentales, a sacrificar sus vidas y sus bienes para salvaguardar su independencia y su libertad.

Signatarios: Hồ-chí-Minh, presidente, Trần-huy-Liệu, Võ-nguyên-Giáp, Chu-văn-Tấn, Dương-đức-Hiền, Nguyễn-văn-Tố, Nguyễn-mạnh-Hà, Cù-huy-Cận, Phạm-ngọc-Thạch, Nguyễn-văn-Xuân, Vũ-trọng-Khánh, Phạm-văn-Đồng, Đào-trọng-Kim, Vũ-đình-Hòe, Lê-văn-Hiến.